# Agapophytus ruficaudus
Agapophytus ruficaudus är en tvåvingeart som beskrevs av Mann 1929. Agapophytus ruficaudus ingår i släktet Agapophytus och familjen stilettflugor. Inga underarter finns listade i Catalogue of Life.